# Język pandanowy

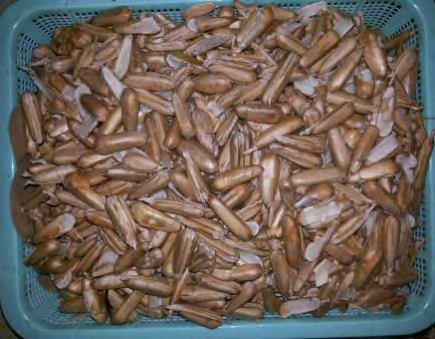
Owoce karuka (Pandanus julianettii)

Język pandanowy (ang. pandanus language) – rejestr istniejący w niektórych językach Nowej Gwinei, używany podczas zbioru owoców pandanu.

## Zastosowanie
Każdego roku społeczności papuaskie gromadzą się w lesie w celu zebrania owoców „karuka” (Pandanus julianettii i Pandanus brosimos). Używanie dużej części powszechnego słownictwa w trakcie zbiorów uznawane jest za szkodliwe dla wzrostu owoców, dlatego zastępuje się je rozbudowanym repertuarem leksykalnym, zawierającym do tysiąca wyrazów i zwrotów. Nowe słownictwo obejmuje słowa związane z przemieszczaniem się podczas zbiorów i podlega zmianom w momencie, gdy słowa stają się znane poza określonym obszarem. Panuje wiara w to, że rejestr pandanowy pozwala kontrolować duże wysokości, na których rośnie karuka, oraz chroni przed duchami natury, m.in. Kita-Menda (zwanym także Giluwe yelkepo). Posługiwanie się tym językiem jest dozwolone wyłącznie w rejonie występowania drzew, gdyż poza nim mowa może zostać zasłyszana przez duchy górskie.
Znajomość języka rytualnego jest wymagana od wszystkich grup wiekowych i płci wchodzących na obszary objęte tabu; jednakże osoby z zewnątrz, nieznające miejscowego języka, mogą posługiwać się tok pisin. Rozprzestrzenianie się tok pisin powoduje stopniowy zanik rejestrów pandanowych, a wśród młodszych pokoleń maleje także lęk przed terenami zalesionymi. Badania wskazują, że rejestry pandanowe języków kewa i imbongu zaczęły już zanikać.

## Struktura
Rejestr pandanowy bazuje na gramatyce i słownictwie danego języka etnicznego, jednak ma charakter bardziej ograniczony i skonsolidowany, zwłaszcza w zakresie nazw organizmów żywych. Część słów zastępują określenia ogólne, które nie mają odpowiedników w codziennym języku. Wyrazami rytualnymi bywają również zapożyczenia z innych języków.
Samo słowo „karuka” bywa różnie traktowane w zależności od społeczności językowej. Przykładowo w zwykłej odmianie języka kewa występuje jako aga, w rejestrze pandanowym używa się zaś wyrażenia rumala agaa. Inaczej przedstawia się sytuacja w języku kalam – społeczność Kalam stosuje słowo alŋaw zarówno w zwykłym języku, jak i w rejestrze pandanowym.

## Języki z rejestrami pandanowymi
Istnienie rejestru pandanowego odnotowano dla następujących języków:
- imbongu[1][2]
- kalam (karam)[1][3]
- kewa[1][2]
- kobon[3]
- melpa[1]
- mendi(inne języki)[1].

Rejestr pandanowy języka kalam (alŋaw mnm, ask-mosk mnm) stosowany jest także w trakcie jedzenia i gotowania kazuarów i kontrastuje ze zwykłą odmianą tego języka, określaną jako monmon mnm. Jego użycie nie wynika ze strachu przed duchami, lecz z przekonania, że rejestr pandanowy wpływa pozytywnie na jakość owoców i zapobiega ich gniciu; w przypadku kazuarów służy okazaniu ptakowi szacunku. Dopuszcza się używanie tej odmiany również poza obszarami zalesionymi. Przypuszcza się, że mowa ta ma kilka tysięcy lat i może być inspirowana starszymi rejestrami pandanowymi.
W języku huli występuje rejestr rytualny o nazwie tayenda tu ha illili, stosowany zarówno w czasie zbiorów pandanu, jak i podczas polowania bądź podróży. Mowie tej przypisuje się moc odganiania złych duchów.